# Selaginella axillifolia
Selaginella axillifolia är en mosslummerväxtart som beskrevs av Cornelis Rugier Willem Karel van Alderwerelt van Rosenburgh. Selaginella axillifolia ingår i släktet mosslumrar, och familjen mosslummerväxter. Utöver nominatformen finns också underarten S. a. retroflexa.